# Primera B Nacional 2006-2007
La Primera B Nacional 2006-2007 è stata la 21ª edizione del campionato argentino di calcio di seconda divisione, l'ultima con la formula di campionato con Apertura e Clausura. È iniziata il 3 agosto 2006 ed è terminata il 2 giugno 2007.

## Squadre partecipanti
| Club               | Città                 | Stadio                                 | Stagione precedente           |
| ------------------ | --------------------- | -------------------------------------- | ----------------------------- |
| Aldosivi           | Mar del Plata         | Stadio José María Minella              | 13°                           |
| Almagro            | Buenos Aires          | Stadio Tres de Febrero                 | 10°                           |
| Atlético Rafaela   | Rafaela               | Stadio Nuevo Monumental                | 9°                            |
| Ben Hur            | Rafaela               | Stadio Parque Barrio Ilolay            | 12°                           |
| CAI                | Comodoro Rivadavia    | Stadio Municipal de Comodoro Rivadavia | 16°                           |
| Chacarita Juniors  | Buenos Aires          | Stadio Chacarita Juniors               | 3°                            |
| Defensa y Justicia | Florencio Varela      | Stadio Norberto Tomaghello             | 11°                           |
| Ferro Carril Oeste | Buenos Aires          | Stadio Arquitecto Ricardo Etcheverri   | 17°                           |
| Huracán            | Buenos Aires          | Stadio Tomás Adolfo Ducó               | 4°                            |
| Huracán (TA)       | Tres Arroyos          | Stadio Roberto Lorenzo Bottino         | 20°                           |
| Instituto (C)      | Córdoba               | Stadio Juan Domingo Perón              | 19° in Primera Division       |
| Olimpo             | Bahía Blanca          | Stadio Roberto Natalio Carminatti      | 18° in Primera Division       |
| Platense           | Vicente López         | Stadio Ciudad de Vicente López         | 1° in Primera B Metropolitana |
| San Martín (SJ)    | San Juan              | Stadio Ingeniero Hilario Sánchez       | 5°                            |
| San Martín (T)     | San Miguel de Tucumán | Stadio La Ciundadela                   | 2° in Torneo Argentino A      |
| Talleres (C)       | Córdoba               | Stadio Mario Alberto Kempes            | 6°                            |
| Tigre              | Victoria              | Stadio José Dellagiovanna              | 7°                            |
| Tiro Federal       | Rosario               | Stadio Fortín de Ludueña               | 20° in Primera Division       |
| Unión (SF)         | Santa Fe              | Stadio 15 aprile                       | 15°                           |
| Villa Mitre        | Bahía Blanca          | Stadio El Fortín                       | 1° in Torneo Argentino A      |

## Classifiche

### Apertura
|  | Pos. | Squadra            | Pt | G  | V  | N | P  | GF | GS | DR  |
|  | ---- | ------------------ | -- | -- | -- | - | -- | -- | -- | --- |
|  | 1.   | Olimpo             | 40 | 19 | 12 | 4 | 3  | 36 | 17 | +19 |
|  | 2.   | Platense           | 38 | 19 | 11 | 5 | 3  | 31 | 14 | +17 |
|  | 3.   | Tigre              | 35 | 19 | 10 | 5 | 4  | 23 | 17 | +6  |
|  | 4.   | San Martín (SJ)    | 34 | 19 | 9  | 7 | 3  | 25 | 18 | +7  |
|  | 5.   | Chacarita Juniors  | 33 | 19 | 8  | 9 | 2  | 22 | 14 | +8  |
|  | 6.   | Huracán            | 33 | 19 | 9  | 6 | 4  | 29 | 26 | +3  |
|  | 7.   | Atlético Rafaela   | 32 | 19 | 9  | 5 | 5  | 24 | 14 | +10 |
|  | 8.   | Unión (SF)         | 28 | 19 | 8  | 4 | 7  | 28 | 17 | +11 |
|  | 9.   | San Martín (T)     | 25 | 19 | 6  | 7 | 6  | 21 | 20 | +1  |
|  | 10.  | Aldosivi           | 24 | 19 | 6  | 6 | 7  | 25 | 32 | −7  |
|  | 11.  | CAI                | 23 | 19 | 6  | 5 | 8  | 26 | 27 | −1  |
|  | 12.  | Ferro Carril Oeste | 23 | 19 | 6  | 5 | 8  | 19 | 23 | −4  |
|  | 13.  | Instituto (C)      | 20 | 19 | 5  | 5 | 9  | 22 | 29 | −7  |
|  | 14.  | Talleres (C)       | 19 | 19 | 4  | 7 | 8  | 19 | 23 | −4  |
|  | 15.  | Tiro Federal       | 19 | 19 | 4  | 7 | 8  | 23 | 28 | −5  |
|  | 16.  | Defensa y Justicia | 19 | 19 | 4  | 7 | 8  | 11 | 19 | −8  |
|  | 17.  | Almagro            | 19 | 19 | 4  | 7 | 8  | 18 | 31 | −13 |
|  | 18.  | Villa Mitre        | 17 | 19 | 3  | 8 | 8  | 22 | 27 | −5  |
|  | 19.  | Huracán (TA)       | 16 | 19 | 3  | 7 | 9  | 17 | 33 | −16 |
|  | 20.  | Ben Hur            | 13 | 19 | 3  | 4 | 12 | 22 | 24 | −2  |

### Clausura
|  | Pos. | Squadra            | Pt | G  | V  | N | P  | GF | GS | DR  |
|  | ---- | ------------------ | -- | -- | -- | - | -- | -- | -- | --- |
|  | 1.   | Olimpo             | 38 | 19 | 11 | 5 | 3  | 29 | 14 | +15 |
|  | 2.   | Defensa y Justicia | 38 | 19 | 11 | 5 | 3  | 28 | 16 | +12 |
|  | 3.   | Huracán            | 36 | 19 | 11 | 5 | 3  | 28 | 16 | +12 |
|  | 4.   | Atlético Rafaela   | 36 | 19 | 11 | 5 | 3  | 28 | 16 | +12 |
|  | 5.   | San Martín (SJ)    | 35 | 19 | 9  | 8 | 2  | 26 | 12 | +14 |
|  | 6.   | Tigre              | 32 | 19 | 8  | 8 | 3  | 25 | 15 | +10 |
|  | 7.   | Almagro            | 30 | 19 | 8  | 6 | 5  | 26 | 24 | +2  |
|  | 8.   | Unión (SF)         | 29 | 19 | 7  | 8 | 4  | 17 | 16 | +1  |
|  | 9.   | Chacarita Juniors  | 28 | 19 | 8  | 4 | 7  | 21 | 16 | +5  |
|  | 10.  | Platense           | 23 | 19 | 7  | 2 | 10 | 19 | 25 | −6  |
|  | 11.  | Instituto (C)      | 23 | 19 | 7  | 2 | 10 | 16 | 23 | −7  |
|  | 12.  | Ben Hur            | 23 | 19 | 7  | 2 | 10 | 19 | 28 | −9  |
|  | 13.  | CAI                | 22 | 19 | 5  | 7 | 7  | 17 | 16 | +1  |
|  | 14.  | Huracán (TA)       | 22 | 19 | 6  | 4 | 9  | 19 | 23 | −4  |
|  | 15.  | Aldosivi           | 21 | 19 | 6  | 3 | 10 | 19 | 25 | −6  |
|  | 16.  | Tiro Federal       | 20 | 19 | 4  | 8 | 7  | 12 | 15 | −3  |
|  | 17.  | San Martín (T)     | 19 | 19 | 4  | 7 | 8  | 17 | 29 | −12 |
|  | 18.  | Ferro Carril Oeste | 16 | 19 | 3  | 7 | 9  | 8  | 18 | −10 |
|  | 19.  | Villa Mitre        | 16 | 19 | 4  | 4 | 11 | 18 | 30 | −12 |
|  | 20.  | Talleres (C)       | 9  | 19 | 1  | 6 | 12 | 15 | 29 | −14 |

### Generale
|  | Pos. | Squadra            | Pt | G  | V  | N  | P  | GF | GS | DR  |
|  | ---- | ------------------ | -- | -- | -- | -- | -- | -- | -- | --- |
|  | 1.   | Olimpo             | 78 | 38 | 23 | 9  | 6  | 65 | 31 | +34 |
|  | 2.   | San Martín (SJ)    | 69 | 38 | 18 | 15 | 5  | 51 | 30 | +21 |
|  | 3.   | Huracán            | 69 | 38 | 19 | 12 | 7  | 62 | 46 | +16 |
|  | 4.   | Atlético Rafaela   | 68 | 38 | 19 | 11 | 8  | 51 | 31 | +20 |
|  | 5.   | Tigre              | 67 | 38 | 18 | 13 | 7  | 48 | 32 | +16 |
|  | 6.   | Chacarita Juniors  | 61 | 38 | 16 | 13 | 9  | 43 | 30 | +13 |
|  | 7.   | Platense           | 61 | 38 | 18 | 7  | 13 | 50 | 39 | +11 |
|  | 8.   | Unión (SF)         | 57 | 38 | 15 | 12 | 11 | 45 | 33 | +12 |
|  | 9.   | Defensa y Justicia | 57 | 38 | 15 | 12 | 11 | 39 | 35 | +4  |
|  | 10.  | Almagro            | 49 | 38 | 12 | 13 | 13 | 44 | 55 | −11 |
|  | 11.  | CAI                | 45 | 38 | 11 | 12 | 15 | 43 | 43 | 0   |
|  | 12.  | Aldosivi           | 45 | 38 | 12 | 9  | 17 | 44 | 57 | −13 |
|  | 13.  | San Martín (T)     | 44 | 38 | 10 | 14 | 14 | 38 | 49 | −11 |
|  | 14.  | Instituto (C)      | 43 | 38 | 12 | 7  | 19 | 38 | 52 | −14 |
|  | 15.  | Tiro Federal       | 39 | 38 | 8  | 15 | 15 | 35 | 43 | −8  |
|  | 16.  | Ferro Carril Oeste | 39 | 38 | 9  | 12 | 17 | 27 | 41 | −14 |
|  | 17.  | Huracán (TA)       | 38 | 38 | 9  | 11 | 18 | 36 | 56 | −20 |
|  | 18.  | Ben Hur            | 36 | 38 | 10 | 6  | 22 | 41 | 62 | −21 |
|  | 19.  | Villa Mitre        | 33 | 38 | 7  | 12 | 19 | 40 | 57 | −17 |
|  | 20.  | Talleres (C) (-2)  | 26 | 38 | 5  | 13 | 20 | 34 | 52 | −18 |

Aggiornato al 2 giugno 2007. Fonte: AFA
      Promossa in Primera División 2007-2008.
  Ammesse ai play-off.

## Playoff promozione
Questo incontro si svolge tra i vincitori del torneo Apertura e quello Clausura. Dato che l'Olimpo ha vinto entrambi i tornei, ed è stata automaticamente promossa in Primera División, questo incontro si tenuto tra le migliori due classificate dietro la squadra campione.La squadra vincitrice viene promossa in Primera División mentre la sconfitta si giocherà lo spareggio contro le 17° della classifica retrocessione della Primera División.
| Squadra 1       | Totale | Squadra 2 | Andata | Ritorno |
| --------------- | ------ | --------- | ------ | ------- |
| San Martín (SJ) | 3 - 2  | Huracán   | 0 - 1  | 3 - 1   |

### Torneo Reducido
Questo torneo è giocato tra la 4°, la 5°, la 6ª e la 7ª classificata della classifica generale e la vincitrice giocherà lo spareggio promozione contro la 18° classifica retrocessione della Primera División.

#### Semifinali
| Squadra 1        | Totale | Squadra 2         | Andata | Ritorno |
| ---------------- | ------ | ----------------- | ------ | ------- |
| Tigre            | 3 - 3  | Chacarita Juniors | 2 - 3  | 1 - 0   |
| Atlético Rafaela | 2 - 3  | Platense          | 0 - 1  | 2 - 2   |

#### Finale
| Squadra 1 | Totale | Squadra 2 | Andata | Ritorno |
| --------- | ------ | --------- | ------ | ------- |
| Tigre     | 2 - 0  | Platense  | 0 - 0  | 2 - 0   |

### Spareggio promozione
| Squadra 1 | Totale | Squadra 2     | Andata | Ritorno |
| --------- | ------ | ------------- | ------ | ------- |
| Huracán   | 5 - 2  | Godoy Cruz    | 2 - 0  | 3 - 2   |
| Tigre     | 3 - 1  | Nueva Chicago | 1 - 0  | 2 - 1   |

#### Verdetti
- Huracán e  Tigre promosse in Primera División 2007-2008

## Retrocessione
Le squadre con affiliazione diretta all'AFA, cioè quelle provenienti dalla città di Buenos Aires, dalla sua area metropolitana e dalla città di Rosario, vengono retrocesse in Primera B Metropolitana, mentre quelle con affiliazione indiretta vengono relegate nel Torneo Argentino A. Le penultime classificate di ciascuna affiliazione affrontano le vincitrici del torneo Reducido delle due categorie inferiori per l'eventuale retrocessione.
Le due squadre con il peggior promedio retrocedono nel torneo corrispondente alla propria affiliazione.
| Pos. | Club               | 2004-05 | 2005-06 | 2006-07 | Totale | Giocate | Media | Affiliazione |
| ---- | ------------------ | ------- | ------- | ------- | ------ | ------- | ----- | ------------ |
| 1.   | Olimpo             | —       | —       | 78      | 78     | 38      | 2.053 | Indiretta    |
| 2.   | Huracán            | 61      | 56      | 69      | 186    | 114     | 1.632 | Diretta      |
| 3.   | Platense           | —       | —       | 61      | 61     | 38      | 1.605 | Diretta      |
| 4.   | Tigre              | —       | 55      | 67      | 122    | 76      | 1.605 | Diretta      |
| 5.   | Atlético Rafaela   | 58      | 53      | 68      | 179    | 114     | 1.570 | Indiretta    |
| 6.   | San Martín (SJ)    | 52      | 55      | 69      | 176    | 114     | 1.544 | Indiretta    |
| 7.   | Chacarita Juniors  | 45      | 60      | 61      | 166    | 114     | 1.456 | Diretta      |
| 8.   | Unión (SF)         | 51      | 46      | 57      | 154    | 114     | 1.351 | Diretta      |
| 9.   | Tiro Federal       | 63      | —       | 39      | 102    | 76      | 1.342 | Indiretta    |
| 10.  | Almagro            | —       | 52      | 49      | 101    | 76      | 1.329 | Diretta      |
| 11.  | CAI                | 61      | 44      | 57      | 148    | 114     | 1.316 | Indiretta    |
| 12.  | Defensa y Justicia | 40      | 51      | 45      | 148    | 114     | 1.298 | Diretta      |
| 13.  | Aldosivi           | —       | 48      | 45      | 93     | 76      | 1.224 | Indiretta    |
| 14.  | Ferro Carril Oeste | 52      | 43      | 39      | 134    | 114     | 1.175 | Diretta      |
| 15.  | San Martín (T)     | —       | —       | 44      | 44     | 38      | 1.158 | Indiretta    |
| 16.  | Talleres (C)       | 49      | 55      | 26      | 130    | 114     | 1.140 | Indiretta    |
| 17.  | Instituto (C)      | —       | —       | 43      | 43     | 38      | 1.132 | Indiretta    |
| 18.  | Ben Hur            | —       | 50      | 36      | 86     | 114     | 1.132 | Indiretta    |
| 19.  | Huracán (TA)       | —       | 39      | 38      | 77     | 76      | 1.013 | Indiretta    |
| 20.  | Villa Mitre        | —       | —       | 33      | 33     | 38      | 0.868 | Indiretta    |

Aggiornato al 2 giugno 2007. Fonte: AFA

### Tiebreak
Dato che nella penultima posizione dell'affiliazione indiretta ci sono due squadre con lo stesso promedio, esse si affronteranno per decidere chi affronterà i playout.
| Squadra 1 | Risultato          | Squadra 2     |
| --------- | ------------------ | ------------- |
| Ben Hur   | 0 - 0 (3-4 d.c.r.) | Instituto (C) |

### Playout
| Squadra 1        | Totale | Squadra 2          | Andata | Ritorno |
| ---------------- | ------ | ------------------ | ------ | ------- |
| Estudiantes (BA) | 1 - 1  | Ferro Carril Oeste | 0 - 0  | 1 - 1   |
| Guillermo Brown  | 0 - 4  | Ben Hur            | 0 - 1  | 0 - 3   |

#### Verdetti
- Ferro Carril Oeste e  Ben Hur restano in Primera B Nacional